# ブレッチングリー
ブレッチングリー (Bletchingly) はオーストラリア生まれの競走馬、および種牡馬である。とくに種牡馬として活躍し、オセアニアで3度のリーディングサイアーを獲得した。

## 経歴
ニューサウスウェールズ州のバラミュールスタッドで生産された、サラブレッドの競走馬である。バラミュールスタッドの経営者スタンリー・ウットンは1950年代にブレッチングリーの祖父スターキングダムを輸入した人物でもあった。
その体格の小ささからデビューに期待がかからず、競走馬として競馬場にデビューしたのは3歳になってから、それもベンディゴの小さな地方競馬場で1戦しただけであった。しかし4歳になった翌シーズンにはその能力をいかんなく発揮し、ロイヤルランドウィック競馬場のザギャラクシーに優勝したほか、フレミントン競馬場のムーンバハンデキャップ（1000メートル）では56秒8のトラックレコードを更新しての優勝を飾っている。4歳シーズンで競走生活を終え、5戦4勝と2着1回と競走回数こそ少ないもののほぼ完璧な競走成績を残した。
1975年よりウィッデンスタッドで種牡馬として供用が開始され、誕生した産駒が大活躍し、1979年 / 1980年シーズンから1981年 / 1982年の3シーズンにわたってオーストラリアのリーディングサイアーに輝いた。生涯で送りだした重賞（グループ競走）勝ち馬は61頭に上る。その後1993年7月に死亡した。後にコーフィールド競馬場ではブレッチングリーを記念して、G3競走のブレッチングリーステークス（1100メートル・4歳上）を創設している。
オーストラリアに多くの後継種牡馬を残して、オーストラリアにおいてのスターキングダム系の発展に貢献した。さらには細分化してブレッチングリー系と呼ばれることもある。
日本には競走馬としての産駒が1頭だけ輸入されたが、目立った成績を残せなかった。1985年のジャパンカップでは産駒のスピリットオブキングストンが来日したが、15着という結果に終わっている。

## 主な産駒
- Kingston Town / キングストンタウン（1976年生、コックスプレート3連覇などG1競走14勝）
- Opera Prince（1976年生、種牡馬）
- Best Western（1978年生、種牡馬）
- Emancipation（1979年生、G1競走6勝）
- Lord Ballina / ロードバリナ（1979年生、種牡馬）
- Spirit of Kingston / スピリットオブキングストン（1981年生、ヴィクトリアオークスなどG1競走5勝）
- Take Your Partner（1982年生、種牡馬）
- Cossack Warrior（1983年生、種牡馬）
- Rigoletto（1984年生、種牡馬）
- Star Watch（1985年生、種牡馬）
- Mercury（1986年生、種牡馬）
- Canny Lad（1987年生、種牡馬）

## 血統表
| ブレッチングリーの血統（スターキングダム系 / Fair Trial 5×3=15.63%、Etoile・Constellation 5×5=6.25%（父内）） | ブレッチングリーの血統（スターキングダム系 / Fair Trial 5×3=15.63%、Etoile・Constellation 5×5=6.25%（父内）） | ブレッチングリーの血統（スターキングダム系 / Fair Trial 5×3=15.63%、Etoile・Constellation 5×5=6.25%（父内）） | （血統表の出典） | （血統表の出典） |
| 父 Biscay 1965 栗毛                                                                                           | 父の父Star Kingdom 1946 栗毛                                                                                  | Stardust | Hyperion         | Hyperion         |
| 父 Biscay 1965 栗毛                                                                                           | 父の父Star Kingdom 1946 栗毛                                                                                  | Stardust | Sister Stella    |                  |
| 父 Biscay 1965 栗毛                                                                                           | 父の父Star Kingdom 1946 栗毛                                                                                  | Impromptu | Concerto         | Concerto         |
| 父 Biscay 1965 栗毛                                                                                           | 父の父Star Kingdom 1946 栗毛                                                                                  | Impromptu | Thoughtless      |                  |
| 父 Biscay 1965 栗毛                                                                                           | 父の母Magic Symbol 1956                                                                                       | Makarpura | Big Game         | Big Game         |
| 父 Biscay 1965 栗毛                                                                                           | 父の母Magic Symbol 1956                                                                                       | Makarpura | Cap d'Or         |                  |
| 父 Biscay 1965 栗毛                                                                                           | 父の母Magic Symbol 1956                                                                                       | Magic Wonder                                                                                                  | Newtown Wonder   | Newtown Wonder   |
| 父 Biscay 1965 栗毛                                                                                           | 父の母Magic Symbol 1956                                                                                       | Magic Wonder                                                                                                  | Conveyor         |                  |
| 母 Coogee 1959 鹿毛                                                                                           | 母の父Relic 1945 青毛                                                                                         | War Relic | Man o'War        | Man o'War        |
| 母 Coogee 1959 鹿毛                                                                                           | 母の父Relic 1945 青毛                                                                                         | War Relic | Friar's Carse    |                  |
| 母 Coogee 1959 鹿毛                                                                                           | 母の父Relic 1945 青毛                                                                                         | Bridal Colors                                                                                                 | Black Toney      | Black Toney      |
| 母 Coogee 1959 鹿毛                                                                                           | 母の父Relic 1945 青毛                                                                                         | Bridal Colors                                                                                                 | Vaila            |                  |
| 母 Coogee 1959 鹿毛                                                                                           | 母の母Last Judgement 1948                                                                                     | Fair Trial | Fairway          | Fairway          |
| 母 Coogee 1959 鹿毛                                                                                           | 母の母Last Judgement 1948                                                                                     | Fair Trial | Lady Juror       |                  |
| 母 Coogee 1959 鹿毛                                                                                           | 母の母Last Judgement 1948                                                                                     | Faustina | Felstead         | Felstead         |
| 母 Coogee 1959 鹿毛                                                                                           | 母の母Last Judgement 1948                                                                                     | Faustina | Romneya F-No.7-a |                  |